# Palasca
Palasca is een gemeente in het Franse departement Haute-Corse (regio Corsica) en telt 131 inwoners (2004). De plaats maakt deel uit van het arrondissement Calvi.

## Geografie
De oppervlakte van Palasca bedraagt 57,5 km², de bevolkingsdichtheid is 2,3 inwoners per km².
De onderstaande kaart toont de ligging van Palasca met de belangrijkste infrastructuur en aangrenzende gemeenten.

## Demografie
Onderstaande figuur toont het verloop van het inwonertal (bron: INSEE-tellingen).

Vanwege een beveiligingsprobleem met de MediaWiki Graph-software is het momenteel niet mogelijk deze grafiek weer te geven. Zodra de software is bijgewerkt zal de grafiek vanzelf weer zichtbaar worden.